# Oberto I Pallavicino

Stemma antico dei Pallavicino.

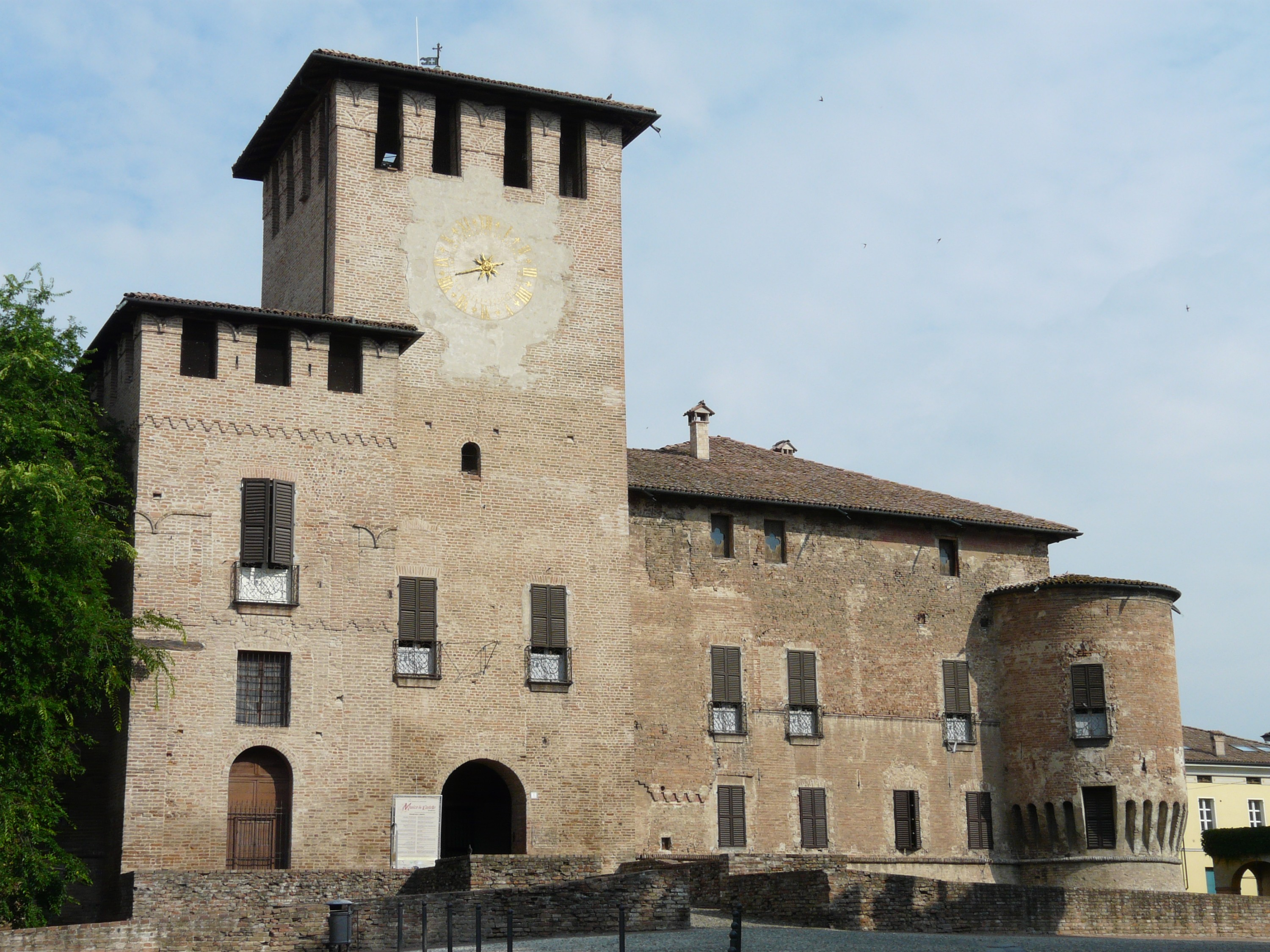
Rocca Sanvitale (Fontanellato)

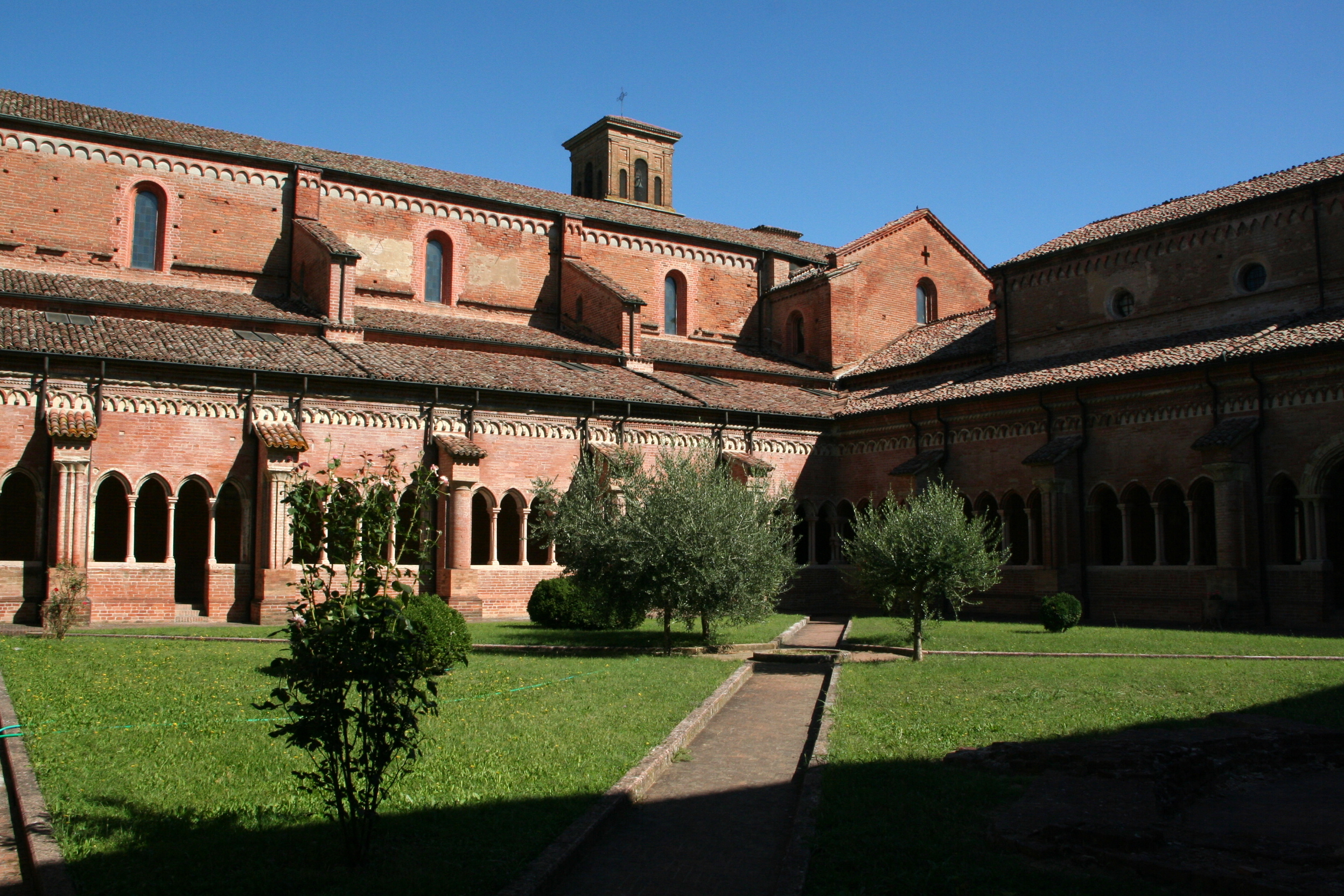
Abbazia di Chiaravalle della Colomba

Oberto I Pallavicino (Busseto 1080 – Busseto 1148), è stato un feudatario della nobile famiglia dei Pallavicino.

## Biografia
Soprannominato "Pelavicino", era figlio di Oberto IV (?-1084?), figlio di Adalberto II. I suoi discendenti mutarono il soprannome "Pelavicino" in "Pella", che divenne il loro cognome. 
Sue notizie risalgono al 1116 quando Oberto corteggiò Enrico V, sceso in Italia per pretendere l'eredità della defunta contessa Matilde di Canossa. Venne citato anche in un documento riferito alla pace di Lucca del 1124. I quell'anno entrò in possesso del castello di Fontanellato ed ottenne le terre di Soragna, Borgo San Donnino e Parola, appartenute a Folco I d'Este, che unì ad altre possedute nel piacentino e nel cremonese. Nel 1136 concorse alla fondazione dell'Abbazia di Chiaravalle della Colomba, donandola ai monaci cistercensi. 
A causa dei profondi dissidi col figlio Delfino, nel 1145 assoggettò molte corti del Parmense al Comune di Piacenza, che lo investì di quei feudi in cambio del giuramento di vassallaggio. Scoppiò una guerra tra le città di Parma e Piacenza, perché alcune terre del piacentino appartenevano al Comune di Parma; suo figlio Delfino si alleò con Parma contro il padre. Oberto non vide la fine delle ostilità, avvenute nel 1153, poiché morì nel 1148.

## Discendenza
Oberto ebbe sei figli:
- Delfino (o Dalfino) (c.1106-post 1153)
- Martina, monaca
- Berta, monaca
- Guglielmo (c.1106-c.1162), successe al padre nel 1148
- Tancredi, ucciso dal fratello Delfino
- Borgognone (o Burgundio)
- Alberto ("il Greco") (c.1106-1148), capostipite dei Pallavicino di Genova